# Euploea mangolina
Euploea mangolina är en fjärilsart som beskrevs av Hans Fruhstorfer 1899. Euploea mangolina ingår i släktet Euploea och familjen praktfjärilar. Inga underarter finns listade i Catalogue of Life.